# Dupont (Wisconsin)
Dupont è un comune degli Stati Uniti, situato in Wisconsin, nella Contea di Waupaca.